# St. Johns (Saba)
St. Johns, vaak gespeld als St. John's, is een dorp op het Nederlandse eiland Saba. Het had in 2001 bij de laatste volkstelling 186 inwoners. Het ligt op ongeveer 351 meter boven de zeespiegel.
St. Johns is de kleinste van de vier woonkernen op Saba en ligt tussen de twee grotere plaatsen The Bottom en Windwardside. The Road, de enige doorgaande weg op Saba doorkruist het dorp en splijt het in tweeën: het heuvelachtige St. Johns Hill aan de voet van de Mount Scenery en het vlakke St. Johns Flat, dat uitkijkt over de Caribische Zee met in de verte Sint Eustatius.
In St. Johns zijn nog enkele bijzonder gave traditionele Sabaanse hutten (cottages) te vinden. Verder herbergt het dorp de enige lagere school van het eiland, de katholieke Heilig Hartschool (Sacred Heart Primary School), en de enige middelbare school, de in 1976 opgerichte Scholengemeenschap Saba (Saba Comprehensive School), die onderwijs op VMBO-niveau aanbiedt. Beide scholen zijn in de jaren negentig overgestapt van het Nederlands op het Engels als onderwijstaal. Nederlands wordt sindsdien als vreemde taal onderwezen.
St. Johns · 
The Bottom · 
Windwardside · 
Zions Hill